# Културни центар Зрењанина
Културни центар Зрењанина је јавна установа, која своје програмске активности организује, реализује и ствара културне садржаје у оквиру музичких, позоришних, филмских, изложбених, дечјих, трибинских и мултимедијалних програма.
Главне активности Kултурног центра реализују се у оквиру: позоришног, дечијег, филмског, трибинског, музичког и изложбеног програма, а значајно место заузима сопствена продукција и издавачка делатност.

## Пројекти
- Хорски фестивал „Слободан Бурсаћ” основан је 2014. године са идејом да би град Зрењанин, који има вишедеценијску хорску традицију, требало да има и хорски фестивал који ће подстаћи даљи развој хорског певања и створити нове нараштаје хорских певача и публике. Сваке године, у јуну месецу, на фестивалу наступају сви зрењанински хорови, као и гостујући хорови из земље и иностранства.
- Стриполис је фестивал и традиционална колонија која сваке године угости еминентне ствараоце овог и сродних медија. Фестивал је специфичан по томе што је посвећен претежно ауторском стрипу и издавању истоименог часописа који објављује овакву врсту стрипова. Први фестивал одржан је 2009. године, и као традиционална манифестација коју организује Културни центар Зрењанина, одржава се сваке године од четвртка до суботе, током треће седмице септембра.
- Градски дечји хор Kултурног центра Зрењанина окупља талентовану и музикалну децу основношколског и средњошколског узраста, која показују посебну надареност за музику. Певањем у хору  деца развијају своје таленте, уче музику и упознају се са свим жанровима уметничке музике. На репортоару се налазе различите врсте музике  од световне, духовне, филмске, народне, староградске, модерне до џеза и рокенрола.
- Дечји квиз „СуПерсу” намењен ученицима од петог до осмог разреда основних школа Зрењанина и околних насељених места.
- Међународни ликовни конкурс 30x30, отворен је за дводимензионалне и тродимензионалне радове у свим техникама и дисциплинама. Једино ограничење је да дводимензионални радови морају бити формата 30 са 30 сантиметара. Конкурс расписује Kултурни центар Зрењанина у сарадњи са аутором пројектаа мр Милутином Мићићем.